# Refused
Refused és un grup suec de hardcore punk format a la ciutat d'Umeå el 1991. Està compost pel cantant Dennis Lyxzén, el guitarrista Kristofer Steen, el bateria David Sandström i el baixista Magnus Flagge. El guitarrista Jon Brännström va ser-ne membre des del 1994 fins que va ser acomiadat a finals de 2014. Les seves lletres són sovint de naturalesa contestatària i d'orientació política d'extrema esquerra, i es van associar durant una època amb la subcultura straight edge.
Un cop recuperats de l'atac de cor patit pel cantant Dennis Lyxzén el 2024, Refused va anunciar una gira de comiat nord-americana per als mesos de maig i abril de l'any següent amb el títol de «Refused Are Fucking Dead... And This Time They Really Mean It», i una edició especial del seu aclamat The Shape Of Punk To Come amb versions dels grups Gel, Quicksand, Brutus, Snapcase, Idles, Ho99o9, Fucked Up, Zulu, Cold Cave, IGORR, Cult of Luna i Touché Amoré.

## Història
El grup va publicar el seu àlbum de debut This Just Might Be... the Truth el 1994. Va continuar amb Songs to Fan the Flames of Discontent (1996) i cinc EP. El 1998, Refused va publicar The Shape of Punk to Come, que va ampliar el seu so amb influències jazz i electròniques, no obstant inicialment va tenir una discreta acollida comercial i crítica. El grup es va dissoldre poc després durant la seva gira posterior. Malgrat l'èxit contemporani limitat, Refused va influir en el desenvolupament de la música punk rock en les dècades posteriors.
La història de l'últim concert de Refused a Virgínia suspès per la policia aviat es va fer popular, així com The Shape of Punk to Come. Un any després del seu llançament, l'àlbum va passar de 1.400 a 21.000 unitats venudes als Estats Units d'Amèrica, i l'any 2000 va pujar a 28.000 còpies. A partir d'aleshores, molts artistes notables van començar a elogiar la banda i els nouvinguts els van citar com a influència.
El cantant principal Dennis Lyxzén va formar The (International) Noise Conspiracy poc després, mentre que els altres membres, a més d'aventurar-se en els seus propis projectes, van formar el grup TEXT. L'any 2007, Dennis Lyxzén i David Sandström van reformar breument el seu projecte paral·lel a Refused, Final Exit, que existia a mitjans de la dècada del 1990 i originàriament estava format per membres de Refused i Abhinanda, amb cada membre assumint un paper diferent al que tenien a Refused: Sandström a la veu i Lyxzén al baix. A partir del maig de 2008, Lyxzén i Sandström van formar un nou grup de hardcore amb el nom d'AC4. Kristofer Steen es va traslladar al Comtat d'Orange, per assistir-hi a l'escola de cinema, i va fer un documental sobre l'últim any d'existència del grup anomenat Refused Are Fucking Dead, que es va estrenar el 2006.
El 2012, el grup es va reformar i va començar una gira de reunió, i més endavant va publicar els àlbums Freedom (2015) i War Music (2019).

## Estil musical
Refused va començar com una fresh-faced positive hardcore band i la seva música es va tornar cada cop més progressiva i radical, igual que les seves lletres. El disc This Just Might Be... the Truth es va caracteritzar pel seu massive hardcore sound, principalment influenciat per diverses bandes de l'escena hardcore de Nova York com Earth Crisis. A Songs to Fan the Flames of Discontent, Refused té un estil més pesat i complex, que generalment s'atribueix a la seva inspiració en Slayer, i Lyxzén va adoptar una forma de cantar cridant. Amb el tercer àlbum, The Shape of Punk to Come, «va fer el salt cap al desconegut», ja que el grup barrejava el seu estil anterior amb progressions d'acords poc ortodoxes, sampleig, «textures ambientals, trencaments de jazz», electrònica i monòlegs, i altres desviacions de la música punk hardcore.
Les lletres de Refused se centren en la política d'extrema esquerra, inspirant-se en l'anarquisme i el socialisme. En el moment del seu primer àlbum el grup ja tenia un fort component antisistema. Els membres del grup eren tots vegans fins al seu darrer concert el 1998 i un parell de les seves cançons tracten aquest tema. Avui, alguns d'ells ja no segueixen aquest estil de vida. En les seves actuacions en directe el vocalista Lyxzén sol pronunciar discursos polítics entre cançons.
Refused ha citat grups i artistes com a influències, com ara Fugazi, Slayer, Born Against i Manliftingbanner. Lyxzén també ha citat els projectes d'Ian Svenonius com a influències personals, mentre que Sandström ha esmentat Snapcase.

## Discografia

### Àlbums d'estudi
- This Just Might Be... the Truth (1994)
- Songs to Fan the Flames of Discontent (1996)
- The Shape of Punk to Come (1998)
- Freedom (2015)[30]
- War Music (2019)